# Боден, Алана
Алана Иви Боден (англ. Alana Evie Boden, род. 14 января 1997, Суррей, Англия) — британская актриса. Она известна своими ролями Элейн Уилтшир в «Верхом», молодой версии главной героини Элизабет Смарт в «Я — Элизабет Смарт» и Люси в «Приглашение».

## Биография
Боден родилась 14 января 1997 года в Суррей и выросла в Гэмпшир. Она закончила его раннее образование в местной средней школе в Англия и поступила в местный колледж на юго-востоке Англии, где и закончила школу.
Боден дебютировала на телевидении в роли Беатрис Селфридж во второй и третьей сериях исторической драмы ITV «Мистер Селфридж». Она снялась в роли Элейн Уилтшир в канадском сериале YTV «Верхом» о конной школе в Англии.
В 2017 году Боден сыграла молодую версию главной героини Элизабет Смарт в биографическом фильме Lifetime «Я — Элизабет Смарт».
В 2022 году она сыграла главную роль в «Цветы на чердаке: Начало», приквеле мини-сериала Lifetime по роману «Сад теней». Также в том же году она появилась в фильмах «Анчартед: На картах не значится» и «Приглашение».

## Фильмография
| Год       |    | Русское название                | Оригинальное название            | Роль             |
| --------- | -- | ------------------------------- | -------------------------------- | ---------------- |
| 2014      | ф  |                                 | Spiritual Contact: The Movie     | Дженнифер        |
| 2014—2015 | с  | Мистер Селфридж                 | Mr Selfridge                     | Беатрис Селфридж |
| 2015      | с  | Врачи                           | Doctors                          | Люси Уайтсайд    |
| 2015      | с  | Люди                            | Humans                           | Кэролайн         |
| 2015      | ф  |                                 | Brash Young Turks                | Агент Питон      |
| 2016      | с  | Из рода волков                  | Wolfblood                        | Ниам / Холли     |
| 2016      | с  | Верхом                          | Ride                             | Элейн Уилтшир    |
| 2017      | тф | Я — Элизабет Смарт              | I Am Elizabeth Smart             | Элизабет Смарт   |
| 2018      | с  | Гавайи 5.0                      | Hawaii Five-0                    | Леди Софи        |
| 2018      | с  | Происхождение                   | Origin                           | Айко             |
| 2020      | с  | Алекс Райдер                    | Alex Rider                       | Фиона Френд      |
| 2020      | ф  | Злополучная шестёрка            | Infamous Six                     | Кола             |
| 2021      | с  | Домина                          | Domina                           | Порция           |
| 2022      | ф  | Приглашение                     | The Invitation                   | Люси             |
| 2022      | ф  | Анчартед: На картах не значится | Uncharted                        | Зои              |
| 2022      | с  | Цветы на чердаке: Начало        | Flowers in the Attic: The Origin | Алисия Фоксворт  |